# Hirschler Ignác
Hirschler Ignác (Stomfa, 1823. március 3. – Budapest, 1891. november 11.) orvos, a hazai szemészet első jelentős képviselője; a Magyar Tudományos Akadémia levelező tagja (1869), a főrendiház egyik első zsidó származású tagja. Stein Aurél anyai nagybátyja és Hirschler Ágoston apai nagybátyja.

## Pályája
Apja Hirschler Márk posztó-nagykereskedő volt. Középiskoláit Pozsonyban és Pesten végezte, orvosi tanulmányait Bécsben fejezte be, itt szerzett orvosi oklevelet, 1840-ben. Bécsben Rózsás Antal szemészprofesszor tanársegédeként működött. 1847-től három évig Párizsban Louis A. Desmares mellett volt asszisztens. 1850-ben visszatért Pestre és magánorvosként dolgozott. Hosszú ideig ő volt az egyetlen szemész hazánkban. 1851-ben a pesti egyetemen magántanári képesítésért folyamodott, de azt zsidó volta miatt nem nyerhette el. 1859-től a pesti Szent Rókus Kórház és a Szegénybeteg Gyermekkórház szemészfőorvosa volt. Az orvosok egyesületének titkárává, majd alelnökévé választották. A Magyar Tudományos Akadémia 1869. április 14-én választotta levelező tagjának.
Elnöke volt a Pesti Izraelita Hitközségnek és az 1868–1869-es izraelita kongresszusnak; egyik alapítója a magyar izraelita egyletnek és vezetője a magyar izraeliták pártjának. Szintén ő alapította az izraelita ösztöndíj-egyletet. 1878-ban a harmadosztályú Vaskorona-rendet kapta, és a főrendiház újjászervezésekor, 1885-ben annak tagjává nevezték ki. 1881-ben vonult nyugalomba vonult. Tragikus fintora a sorsnak, hogy ő maga elvesztette szeme világát és egy későbbi sikeres műtét után, akkor is csak részben nyerte vissza.
Száznál több szakcikkének többsége az Orvosi Hetilapban és annak melléklapjában, a Szemészetben jelent meg.

## Művei
- Emlékbeszéd néhai Kern Jakab felett, Pest, 1866
- Tapasztalatok a szeszes italokkal, valamint a dohánnyal való visszaélésekről, mint a láttompulat okáról. Pest, 1870 (Értekezések a természettudományok köréből II. 3. sz. Németül is megjelent Bécsben 1871-ben Hirschfeld Lajos ford.)
- Megemlékezés Graefe Albrechtről, olvasta a budapesti orvosegylet 1870. október 14-én tartott évi nagygyűlésében. Pest, 1870 [Albrecht von Graefe, 1828–1870]
- Adat a szaruhártya gyurmájába lerakodott festanyag ismeretéhez. Pest, 1872 (Értekezések a Természettudomány Köréből, III. 4. sz.)
- Czermák N. János Pest, 1873 (Különnyomat a Szemészetből)
- Adatok a látóhártya maradvány kórodai ismeretéhez. Budapest, 1874 (Értekezések a Természettudomány Köréből, V. 8. sz.)
- Zur Casuistik der Anaesthesie und Hyporaesthesie der Netzhaut. Berlin, 1874 (Különnyomat a Wiener Med. Wochenschriftból)
- Beitrag zur Kenntniss der Pigment-Ablagerungen im Paremchym der Hornhaut. Wien, év n. (Különnyomat a Helmholtz Archiv für Opthalm.-ból)
- H. Boros Vilma: Stein Aurél ifjúsága. Hirschler Ignác és Stein Ernő levezése Stein Aurélról 1866–1891; MTA Könyvtára, Bp., 1970 (A Magyar Tudományos Akadémia Könyvtárának kiadványai)

Szerkesztette a Jegyzék napló orvosok számára 1868. évfolyamát és a Szemészetet, az Orvosi Hetilap melléklapját 1864-től 1880-ig.